# Hottomont
Hottomont is een gehucht in de Belgische provincie Waals-Brabant. Samen met Grand-Rosière vormt het Grand-Rosière-Hottomont, een deelgemeente van Ramillies. Hottomont ligt ten zuidoosten van het dorpscentrum van Grand-Rosière.

## Geschiedenis
Op de Ferrariskaart uit de jaren 1770 staat het dorp weergeven als Hottomont, waarlangs de steenweg van Leuven naar Namen, aangelegd rond 1754, loopt. De kaart toont nog de parochiekerk van Hottomont.
Op het eind van het ancien régime werd Hottomont een gemeente, maar deze werd in 1822 opgeheven en samengevoegd met de gemeente Grand-Rosière tot Grand-Rosière-Hottomont. De kerk werd gesloten en in 1835 afgebroken.

## Bezienswaardigheden

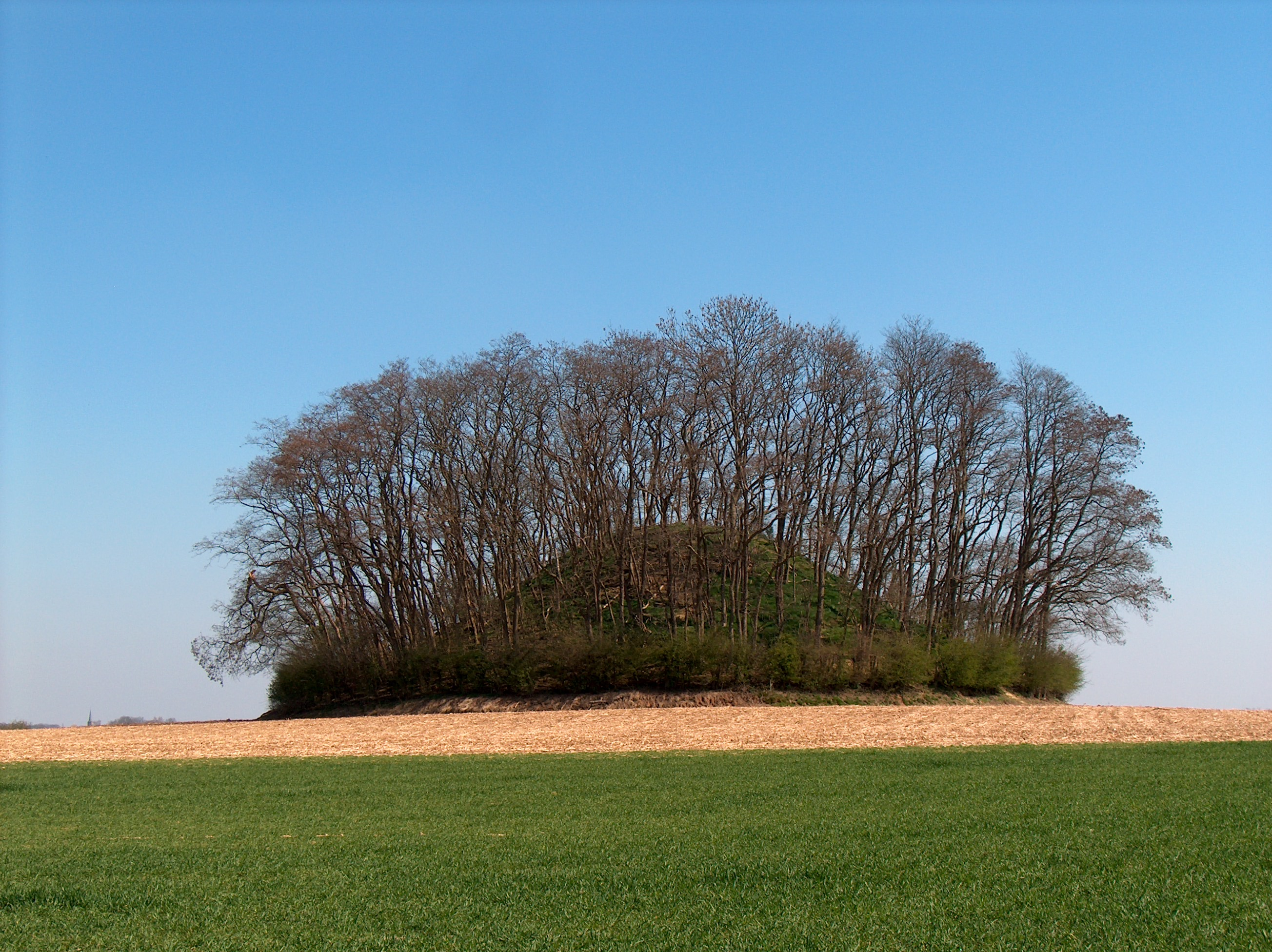
Tumulus van Hottomont

- De tumulus van Hottomont

## Verkeer en vervoer
Door Petit-Rosière loopt de N91 tussen Leuven en Namen.
Deelgemeenten: Autre-Église · Bomal · Geest-Gérompont-Petit-Rosière · Grand-Rosière-Hottomont · Huppaye · Mont-Saint-André · Ramillies-Offus

Overige dorpen en gehuchten: Geest-Gérompont · Gérompont · Grand-Rosière · Hédenge · Hottomont · Molembais-Saint-Pierre · Offus · Petit-Rosière

Belgische gemeenten · Arrondissement Nijvel · Waals-Brabant · Wallonië